# Lorenz Franz Kielhorn
Lorenz Franz Kielhorn (Osnabrück, 31 de mayo de 1840  - Gotinga,19 de marzo de 1908) fue un indólogo alemán.

## Biografía
Estudió con Theodor Benfey en la Universidad de Gotinga, y con Adolf Friedrich Stenzler en Breslau y con Albrecht Weber en Berlín. De 1862 a 1865 trabajó en Oxford, donde ayudó a Monier Williams en la producción de un diccionario sánscrito. Mientras estuvo en Oxford, también colaboró con Friedrich Max Müller, cuando este último estaba trabajando en su primera edición de Rigveda. De 1866 a 1881 fue profesor de sánscrito en el Deccan College de Pune y, después de 1882, profesor de la Universidad de Gotinga.
En 1868 el Gobierno de Bombay encargó a Georg Bühler (1837-1898) y Kielhorn buscar y reunir manuscritos de Rigveda por todo el país. Dicha tarea, continuada por otros posteriormente (R. G. Bhandarkar entre 1879 y 1895; P. Peterson entre 1882 y 1899; A. V. Kathavate entre 1895 y 1902; S. R. Bhandarkar entre 1900 y 1915; K. B. Pathak entre 1902 y 1907; y V. S. Ghate entre 1907 y 1915) tuvo como resultado una colección de manuscritos de unos 28.000 que fueron guardados en el Elphinstone College de Bombay, para posteriormente ser trasladados al Deccan College en Pune en 1878 (donde el clima permitía una mejor conservación), y en 1918 al Instituto de Estudios Orientales de Bhandarkar. Los resultados de Kielhorn del manejo de material que recolectó se explican principalmente en los textos Anticuario indio y la Epigrafía índica. Después de la muerte de Georg Bühler , editó la Grundriss der indoarischen Philologie ("Icnografía/Compendio de la filología indoaria"). Junto con Bühler, Kielhorn había iniciado la serie de publicaciones Bombay Sanskrit Series.
Kielhorn fue nombrado compañero honorario de la Orden del Imperio de la India (CIE) por sus servicios en Pune. Recibió el título honorario de Doctor en Derecho de la Universidad de Glasgow en junio de 1901, y el título honorífico de Doctor en Letras (D.Litt.) de la Universidad de Oxford en junio de 1902.

## Trabajos
- Çāntanava’s Phitsūtra (con traducción en Abhandlungen für die Kunde des Morgenlandes, IV, 1866).
- Nāgojibhatta’s Paribhāşenduçekhara (traducido en Bombay Sanskrit series, 1868).
- Sanskrit grammar (Gramática de sánscrito) (1870, traducido al alemán por Wilhelm Solf en 1888).[9]
- Kātyāyana y Patanjali (1876).
- El Vyākarana-mahābhāşya de Patanjali (3 volúmenes en Bombay Sanskrit series, 1880-1885).
- Informe en la búsqueda de manuscritos de sánscrito (1881).
- A grammar of the Sanskrit language (Una gramática de la lengua de sánscrito) (1888). (en inglés)